# 1904年セントルイスオリンピックの水球競技
1904年セントルイスオリンピックの水球競技は、1904年9月5日から9月7日にかけて男子種目のみが実施された。

## 概要
ヨーロッパ以外で初めて開催されたセントルイスオリンピックであったが、多くのヨーロッパ各国は参加を見合わせたため、ほとんどの競技がアメリカ選手のみで行われた。水球競技も例外ではなく、当初はドイツチームが参加予定であったが、ルールを巡るトラブルとなり欠場した結果、ニューヨークチーム、セントルイスチーム、シカゴチームのみの参加に留まった。競技ではセントルイスがシカゴとの対戦を拒否し、シカゴとニューヨークの対戦でメダルが決まったとされる。この大会では、劣悪な水質のもとで競技を行ったためのちに競技に参加した3選手が感染症により死亡したという。

## 競技結果
| ニューヨーク | 6-0 | シカゴ |

### 最終順位
| 順位 | 国・地域     |
| ---- | ------------ |
| 1    | ニューヨーク |
| 2    | シカゴ       |
| 3    | セントルイス |